# Efferia utahensis
Efferia utahensis är en tvåvingeart som först beskrevs av Stanley Willard Bromley 1937.  Efferia utahensis ingår i släktet Efferia och familjen rovflugor.
Artens utbredningsområde är Utah. Inga underarter finns listade i Catalogue of Life.